# Синельникове (Старобільський район)
Сине́льникове — село в Україні, у Білолуцькій селищній громаді Старобільського району Луганської області. Населення становить 42 осіб.